# Klosterruine Brunnenburg

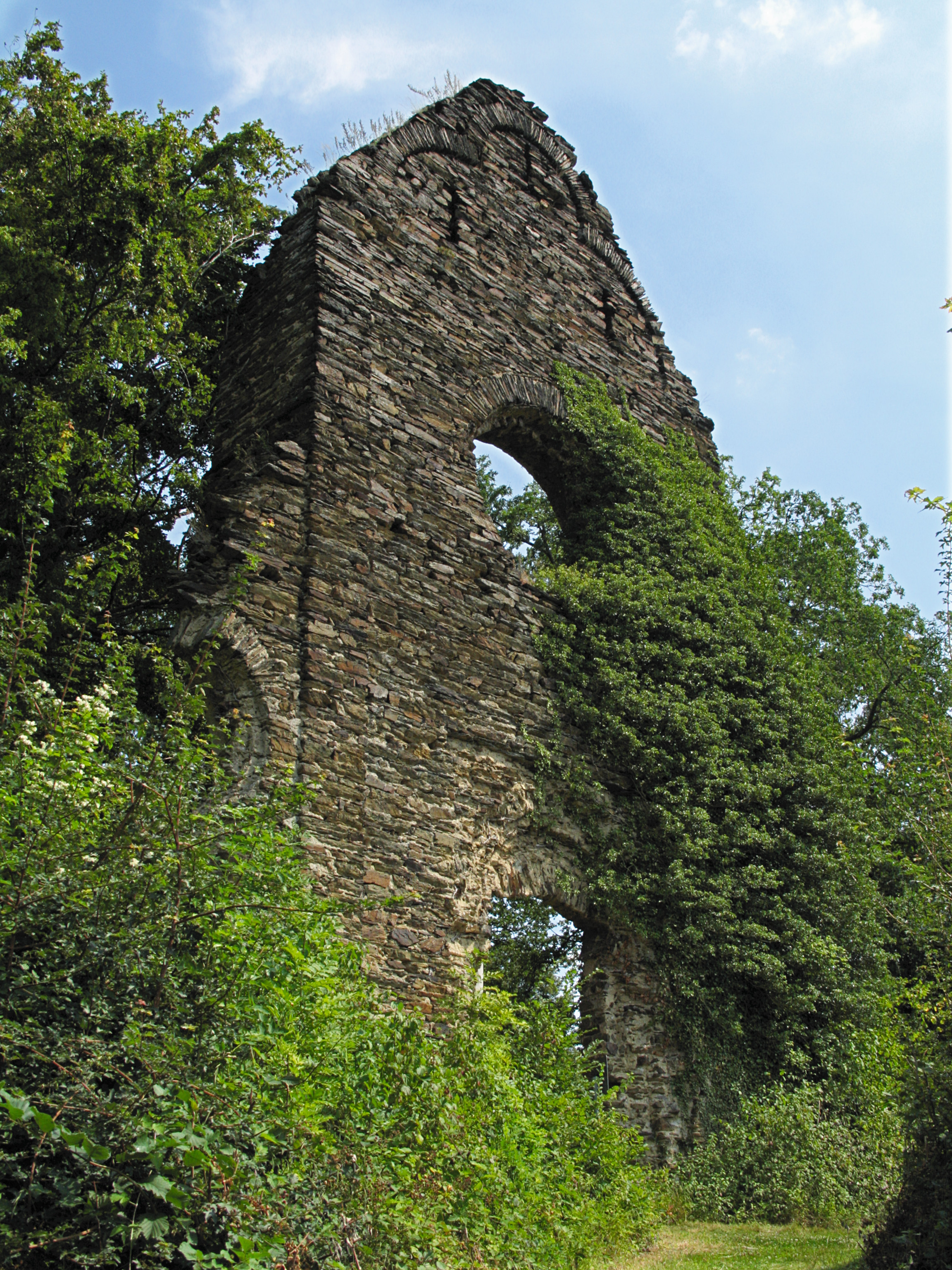
Westwand der ehemaligen Klosterkirche

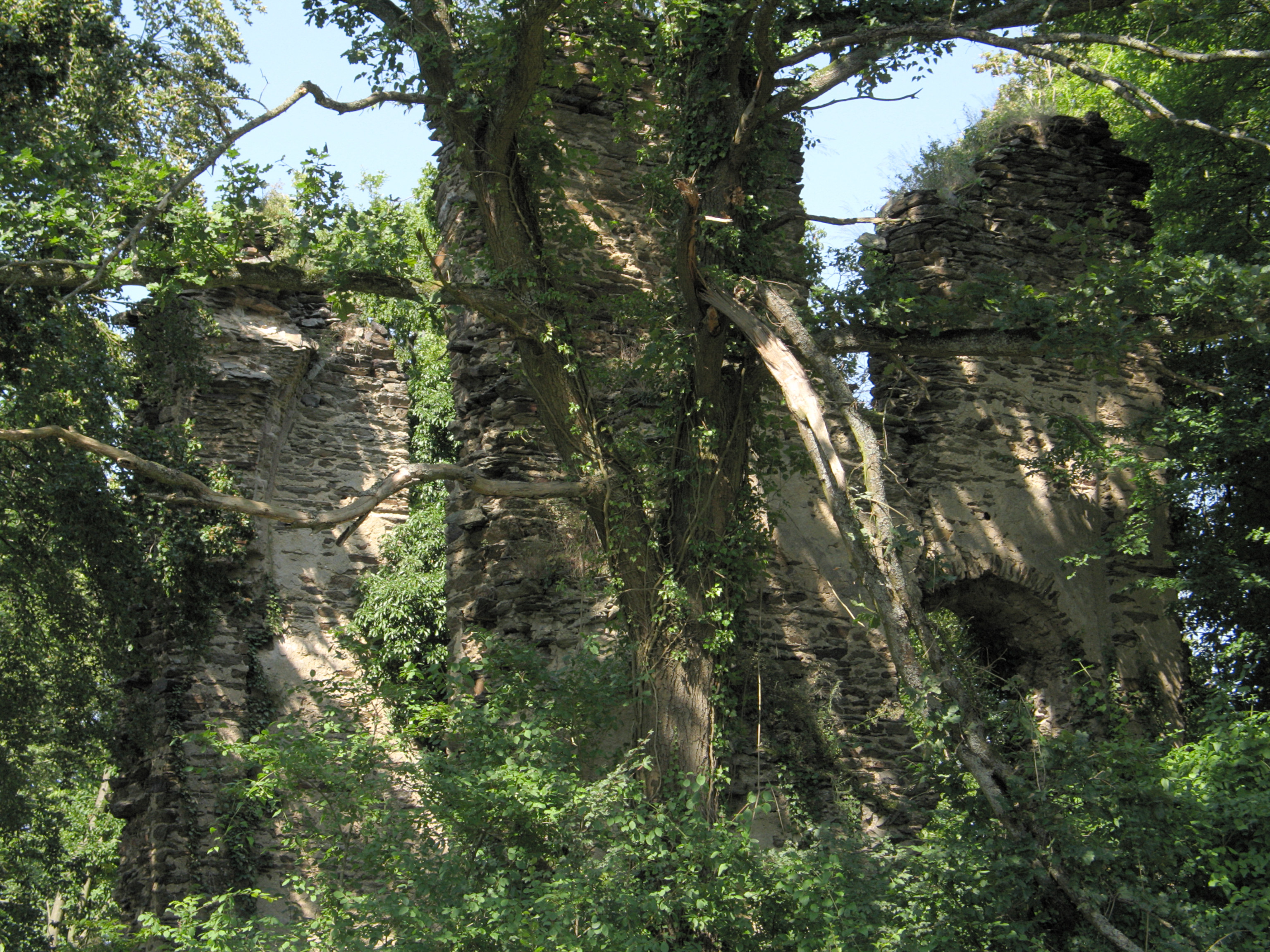
Reste des Chores

Die Klosterruine Brunnenburg liegt über dem Lahntal bei Bremberg.
Von dem damaligen Benediktinerinnenkloster sind heute nur noch Teile des Chores, des Westwerks und der Seitenschiffe erhalten.
Gegründet wurde das Kloster ca. 1200 durch die Grafentochter Gisela von Katzenelnbogen, eine Nichte des Grafen von Arnstein.
Mit der Klostergründung eng verbunden ist das baulich gut erhaltene Kloster Arnstein bei Obernhof (gegründet als Prämonstratenserkloster). Im Jahre 1224 kommt der Name „Brunenburc“ in einer Urkunde zum ersten Male vor.
Das Kloster Brunnenburg wurde im Zuge der Reformation 1542 aufgelöst und verfiel seitdem zur heute bestehenden Ruine.
Der Lahnhöhenweg mit dem Lahn-Camino (Teilstrecke des Jakobsweg), der Fernwanderweg E1 und der regionale Klosterweg führen zu dieser historischen Stätte, von der sich ein guter Blick ins Lahntal und auf die gegenüberliegenden Höhen erschließt.